# 南花园小洋房
南花园小洋房是位于中华人民共和国新疆维吾尔自治区乌鲁木齐市天山区新疆维吾尔自治区教育厅院内的洋房，始建于20世纪30年代到40年代。早先为私人花园的建筑物，随后先后成为盛世才父母的住宅、国民党新疆省党部社会服务处、中国旅行社招待所和新疆维吾尔自治区教育厅的办公室。2014年被列为新疆维吾尔自治区文物保护单位。

## 历史

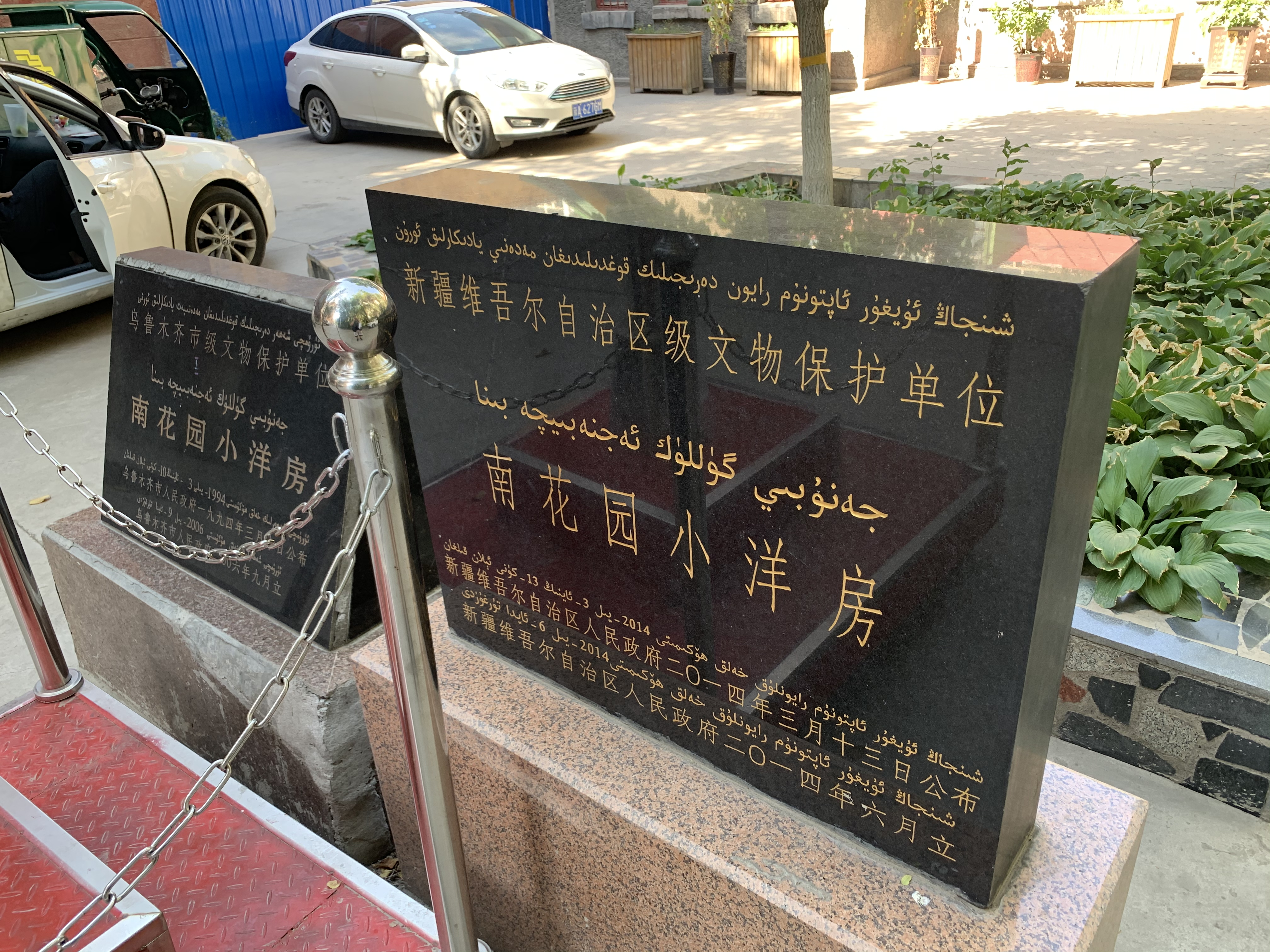
南花园小洋房是新疆维吾尔自治区文物保护单位

乌鲁木齐河东岸有一处地名为南梁坡，此处苦杨林立，水草丛生，很多野生动物将此地作为自己的栖息地。从塔城前往迪化（今乌鲁木齐市）的俄籍塔塔尔族商人胡赛因巴依在南梁坡一带开办了吉祥涌洋行。胡赛因选择修整了这片土地，并开始引水种树，修建起了自己的私人花园。因为这个私人花园位于迪化城南，故被称为南花园。到了20世纪20到30年代，南花园开始对外开放，生活在南梁坡一带的居民都能前往南花园赏景、游玩。
民国二十九年（1940年）前后，主政新疆省的盛世才将南花园没收，并邀请苏联人设计修建小洋房，小洋房坐落在花园北侧。从此包括小洋房在内的南花园成为了盛世才父母生活的地方。民国三十一年（1942年）3月14日，盛世才的弟弟盛世骐及他的家人奉命住进了南花园。住进南花园的第五日，盛世骐在这里死于枪击。此事发生后，原本持亲苏亲共立场的盛世才与苏联和中国共产党正式分道扬镳，盛世才开始抓捕各界人士。
盛世才离开新疆后，南花园归属了一位住在东大街（现乌鲁木齐市大十字以东部分的中山路）的女士，不过国民党新疆省党部长期租用了南花园并作为社会服务处处址。一段时间之后，新疆省政府才作价买入南花园。后来，南花园成为中国旅行社在新疆的招待所之一，由新疆省政府委托承办。朱学范、刘宁一、屈武等人先后在此住宿。民国三十五年（1946年），新疆省政府和三区负责人组成新疆省联合政府，三区革命最高负责人阿合买提江·哈斯木担任了联合政府副主席。这一年8月底，阿合买提江·哈斯木及其家人从伊宁市搬进了迪化南花园，并在此曾会见了库车王达吾提·麦合苏提等来自南疆的代表。新疆和平解放后，新疆维吾尔自治区教育厅在1961年收购了南花园小洋房，南花园也成了教育厅所在地。1994年，南花园小洋房被列为乌鲁木齐市文物保护单位。2007年，进行过维修。2014年3月13日，南花园小洋房被列入第七批新疆维吾尔自治区文物保护单位名单。

## 现状
南花园小洋房位于中华人民共和国新疆维吾尔自治区乌鲁木齐市天山区胜利路183号，新疆维吾尔自治区教育厅大院内。小洋房西侧为河坝巷，北侧为领事巷。小洋房作为新疆维吾尔自治区教育厅的一处办公室使用，南花园内则盖起了教育厅的家属住宅楼、办公楼等建筑。小洋楼则大致维持了当初的原貌和主体结构，平面为长方形，两端则分别凸出有矩形和多边形的房间。小洋房共七间房间，内墙、门窗、羊毛炉大多未做改变，仅1个羊毛炉被拆除，建筑南面靠西侧的门与台阶被改为了窗户。小洋房原为红色木地板，后在原地板的基础上铺设了地板胶、木地板、瓷砖。房檐为木质，房顶则是两坡和锥形铁皮顶，并设有天窗。小洋房外墙原为土质抹面，经过2007年维修后，改由洋灰和石子混合抹面。